# زوراب تسرتلی
زوراب کنستانتینوویچ تسرتلی (گرجی: ზურაბ კონსტანტინეს ძე წერეთელი، روسی: Зураб Константинович Церетели)(زاده ۴ ژانویه ۱۹۳۴) یک نقاش، میلیاردر و معمار گرجی اهل روسیه است. تسرتلی از سال ۱۹۹۷ به عنوان رئیس آکادمی هنر روسیه خدمت کرده‌است. وی با ۲ میلیارد دلار دارایی خالص در فهرست ده نفر از میلیاردرهای روسیه قرار گرفت.
تسرتلی در سن ۹۱ سالگی بر اثر ایست قلبی در محل اقامتش در پردلکینو، استان مسکو، در ۲۲ آوریل ۲۰۲۵ درگذشت.

## شایعه نامه به ولادیمیر پوتین
در مارس سال ۲۰۱۴ شایعه شد که وی نامه‌ای پیرامون حمایت از موضع ولادیمیر پوتین رئیس‌جمهور روسیه در خصوص مداخله نظامی روسیه در اوکراین امضا کرده‌است. روز بعد دستیار تسرتلی، سرگی شاگولاشویلی با انتشار بیانیه این کار را انکار کرد و گفت: «او کلاً اهل سیاست نیست.»

## جوایز و افتخارات
- نشان لنین، مدال طلای داس و چکش، مدال قهرمان Socialist Labour (۱۱ نوامبر ۱۹۹۰)
- کلاس ۱ نشان لیاقت میهن‌پرستی (۲۶ ژوئیه ۲۰۱۰) به دلیل سهم عمده در توسعه هنرهای زیبا و سالها فعالیت خلاقانه، کلاس ۲ نشان لیاقت میهن‌پرستی (۴ ژانویه ۲۰۰۶) برای سهم برجسته در توسعه هنرهای زیبا، کلاس ۳ نشان لیاقت میهن‌پرستی (۲۹ آوریل ۱۹۹۶) به پاس خدمات خود در توسعه و تکمیل موفقیت‌آمیز مجموعه ای از آثار هنری در بنای یادبود پیروزی واقع در تپه پوکلونایا، مسکو
- مدال دوستی بین اقوام (۱۹۹۴)
- هنرمند مردمی فدراسیون روسیه (۴ ژانویه ۱۹۹۴) برای دستاوردهای بزرگ در زمینه هنرهای زیبا
- هنرمند مردمی اتحاد جماهیر شوروی (۱۹۸۰)
- هنرمند مردمی گرجستان (۱۹۷۸)
- جایزه دولتی فدراسیون روسیه در ادبیات و هنر (۲۱ ژوئن ۱۹۹۶)
- جایزه لنین (۱۹۷۶)
- جایزه دولتی اتحاد شوروی (دوبار)
- لژیون دونور (۲۰۱۰)
- نشان هنر و ادب (۲۰۰۵)
- مدال برناردو اوهیگینز
- نشان لیاقت مدنی